# Sweet Fever
Sweet Fever (с англ. Сладкая лихорадка) — второй студийный альбом норвежской певицы Туне Дамли, выпущенный 8 мая 2007 года лейблом Eccentric Music. Продюсерами выступили David Eriksen и Martin Sjølie. Альбом поднялся в норвежском чарте альбомов до 8-й позиции.

## Список композиций
| №   | Название            | Автор(ы)                     | Продюсеры                    | Длительность |
| --- | ------------------- | ---------------------------- | ---------------------------- | ------------ |
| 1.  | «Lovesong»          |                              |                              | 4:00         |
| 2.  | «Young & Foolish»   | C. Bailey, M. Hill           | David Eriksen                | 4:02         |
| 3.  | «How Could You»     |                              |                              | 3:27         |
| 4.  | «The Greatest Gift» |                              |                              | 3:50         |
| 5.  | «Fever»             | Martin Sjølie, David Eriksen | Martin Sjølie, David Eriksen | 3:58         |
| 6.  | «Ghosts»            |                              |                              | 4:16         |
| 7.  | «Hate You»          |                              |                              | 3:47         |
| 8.  | «Felicia»           |                              |                              | 4:14         |
| 9.  | «Not A Day Goes By» |                              |                              | 4:10         |
| 10. | «Rome»              |                              |                              | 3:22         |

## Позиции в чартах
| Чарт (2005/06)         | Пик |
| ---------------------- | --- |
| Norwegian Albums Chart | 8   |

## История релизов
| Страна   | Дата выпуска | Форматы                        | Лейбл           |
| -------- | ------------ | ------------------------------ | --------------- |
| Норвегия | 8 Мая 2007   | CD-сингл, Цифровая дистрибуция | Eccentric Music |